# إيك أوزوما
آيك أوزوما (مواليد 5 فبراير 1978) هو لاعب كرة قدم نيجيري محترف سابق لعب في مركز المهاجم لصالح أندية في نيجيريا، أوروغواي، المكسيك، تشيلي، مصر والكويت.[بحاجة لمصدر]

## وصلات خارجية
- ملف اللاعب في Tenfield Digital نسخة محفوظة 25 مايو 2012 على موقع واي باك مشين. (بالإسبانية)